# Temporada 2023 del fútbol colombiano
La Temporada 2023 del fútbol colombiano abarcó todas las actividades relativas a campeonatos de fútbol profesional, nacionales e internacionales, disputados por clubes colombianos, y por las selecciones nacionales de este país en sus diversas categorías.

## Torneos locales

### Categoría Primera A

#### Torneo Apertura
- Final

| Fecha | Ciudad   | Equipo local      | Resultado      | Equipo visitante  |
| --- | -------- | ----------------- | -------------- | ----------------- |
| 21 de junio                                                                                                  | Medellín | Atlético Nacional | 0 : 0          | Millonarios       |
| 24 de junio                                                                                                  | Bogotá   | Millonarios       | 1 : 1 (3:2 p.) | Atlético Nacional |
| Millonarios se coronó campeón con un marcador global de 1:1 y ganando 3:2 en los tiros desde el punto penal. |          |                   |                |                   |

|                                 |
| Bandera de Colombia             |
| Campeón Millonarios 16.º título |

#### Torneo Finalización
- Final

| Fecha                                                                                                   | Ciudad       | Equipo local           | Resultado      | Equipo visitante       |
| --- | ------------ | ---------------------- | -------------- | ---------------------- |
| 10 de diciembre                                                                                         | Barranquilla | Junior                 | 3 : 2          | Independiente Medellín |
| 13 de diciembre                                                                                         | Medellín     | Independiente Medellín | 2 : 1 (3:5 p.) | Junior                 |
| Junior se coronó campeón con un marcador global de 4:4 y ganando 5:3 en los tiros desde el punto penal. |              |                        |                |                        |

|                            |
| Bandera de Colombia        |
| Campeón Junior 10.º título |

#### Tabla de reclasificación
En la tabla de reclasificación se lleva a cabo la sumatoria de puntos de los clubes en todos los partidos de los dos torneos de primera división —el Apertura y el Finalización (incluyendo fases finales)—, con el objetivo de definir los equipos clasificados de Colombia a los torneos internacionales de Conmebol para el siguiente año. Los cupos a torneos internacionales se distribuirán de la siguiente manera:
- Copa Libertadores: Colombia 1 y Colombia 2 (que clasificarán directamente a la fase de grupos) corresponderán a los campeones del Apertura 2023 y Finalización 2023, respectivamente. El cupo de Colombia 3 lo tomará el equipo mejor ubicado en la reclasificación (no campeón de Apertura, Finalización o Copa Colombia) y Colombia 4 será para el campeón de la Copa Colombia 2023. Colombia 3 y Colombia 4 iniciarán su participación en la segunda fase.
- Copa Sudamericana: Colombia 1, Colombia 2, Colombia 3 y Colombia 4 irán a los cuatro siguientes clubes mejor ubicados en la tabla de reclasificación (no campeones de Apertura, Finalización o Copa Colombia), respectivamente. Los cuatro clasificados empezarán el torneo desde la primera fase.

Nota: En caso de que hubiera un mismo campeón en los torneos Apertura y Finalización, a la Copa Libertadores irán el 1.º y 2.º en reclasificación no campeones de liga o copa. De otra forma, si hubiera un mismo campeón en ambas ligas del año y el campeón de la Copa Colombia 2023 fuera el equipo mejor ubicado en la reclasificación no campeón, este último clasificará a la Copa Libertadores como Colombia 2 y los cupos restantes serán otorgados a los siguientes equipos mejor ubicados en la reclasificación. Por último, si uno de los campeones del torneo Apertura o Finalización quedara campeón de la Copa Colombia 2023, el cupo Colombia 4 de la Copa Libertadores lo tomará el segundo mejor ubicado en la reclasificación no campeón.

Esta tabla también sirve para definir los equipos que disputarán las fases I y IV de la Copa Colombia 2024.
| Pos. | Equipo                      | Pts. | PJ | G  | E  | P  | GF | GC | Dif. |  |
| ---- | --------------------------- | ---- | -- | -- | -- | -- | -- | -- | ---- |  |
| 1    | Águilas Doradas             | 93   | 52 | 25 | 18 | 9  | 78 | 54 | +24  |  |
| 2    | Millonarios (A)             | 92   | 54 | 25 | 17 | 12 | 66 | 50 | +16  |  |
| 3    | Atlético Nacional (SL) (CC) | 91   | 54 | 25 | 16 | 13 | 71 | 48 | +23  |  |
| 4    | Independiente Medellín      | 88   | 54 | 24 | 16 | 14 | 79 | 56 | +23  |  |
| 5    | América de Cali             | 82   | 52 | 23 | 13 | 16 | 79 | 56 | +23  |  |
| 6    | Junior (F)                  | 74   | 48 | 20 | 14 | 14 | 64 | 45 | +19  |  |
| 7    | Deportes Tolima             | 73   | 46 | 20 | 13 | 13 | 61 | 51 | +10  |  |
| 8    | Alianza Petrolera           | 68   | 46 | 19 | 11 | 16 | 53 | 51 | +2   |  |
| 9    | Deportivo Pasto             | 60   | 46 | 15 | 15 | 16 | 44 | 46 | −2   |  |
| 10   | Boyacá Chicó                | 57   | 46 | 12 | 21 | 13 | 45 | 50 | −5   |  |
| 11   | La Equidad                  | 52   | 40 | 10 | 22 | 8  | 39 | 37 | +2   |  |
| 12   | Deportivo Cali              | 52   | 46 | 12 | 16 | 18 | 49 | 67 | −18  |  |
| 13   | Santa Fe                    | 50   | 40 | 13 | 11 | 16 | 50 | 54 | −4   |  |
| 14   | Atlético Bucaramanga        | 46   | 40 | 11 | 13 | 16 | 35 | 43 | −8   |  |
| 15   | Deportivo Pereira           | 44   | 40 | 11 | 11 | 18 | 43 | 53 | −10  |  |
| 16   | Once Caldas                 | 42   | 40 | 9  | 15 | 16 | 38 | 46 | −8   |  |
| 17   | Unión Magdalena             | 41   | 40 | 8  | 17 | 15 | 37 | 62 | −25  |  |
| 18   | Atlético Huila              | 37   | 40 | 9  | 10 | 21 | 38 | 57 | −19  |  |
| 19   | Envigado F. C.              | 33   | 40 | 6  | 15 | 19 | 32 | 52 | −20  |  |
| 20   | Jaguares                    | 33   | 40 | 7  | 12 | 21 | 23 | 47 | −24  |  |

 Fuente: Dimayor
|  | Clasificado a la Fase de grupos de la Copa Libertadores 2024. |
|  | Clasificado a la Segunda fase de la Copa Libertadores 2024.   |
|  | Clasificado a la Primera fase de la Copa Sudamericana 2024.   |

| (A)  | Campeón del Torneo Apertura 2023.         |
| (F)  | Campeón del Torneo Finalización 2023.     |
| (CC) | Campeón de la Copa Colombia 2023.         |
| (SL) | Campeón de la Superliga de Colombia 2023. |

##### Representantes en competición internacional
| Clasificado como | Copa Libertadores 2024 | Copa Sudamericana 2024 |
| ---------------- | ---------------------- | ---------------------- |
| Colombia 1       | Millonarios            | Independiente Medellín |
| Colombia 2       | Junior                 | América de Cali        |
| Colombia 3       | Águilas Doradas        | Deportes Tolima        |
| Colombia 4       | Atlético Nacional      | Alianza Petrolera      |

#### Tabla del descenso
Los ascensos y descensos en el fútbol colombiano se definen por la Tabla del descenso, la cual promedia las campañas de los equipos en los últimos seis campeonatos. Los puntos de la tabla se obtienen de la división del puntaje total entre partidos jugados, únicamente en la fase de todos contra todos. Para el descenso a la Primera B al final del año 2023, se tuvieron en cuenta los torneos 2021-I, 2021-II, 2022-I, 2022-II, 2023-I y 2023-II. Los equipos ascendidos desde la Primera B inician su promedio desde cero, sin heredar el promedio del último clasificado de la temporada anterior en la Primera A.
| Pos. | Equipos                | PJ  | GF | GC | Dif. | Pts. | Prom. |
| ---- | ---------------------- | --- | -- | -- | ---- | ---- | ----- |
| 20.  | Atlético Huila (D)     | 40  | 38 | 57 | –19  | 37   | 0.93  |
| 19.  | Unión Magdalena (D)    | 80  | 37 | 61 | –24  | 81   | 1.01  |
| 18.  | Jaguares               | 118 | 23 | 47 | –24  | 132  | 1.12  |
| 17.  | Envigado F. C.         | 118 | 32 | 52 | –20  | 134  | 1.14  |
| 16.  | Once Caldas            | 118 | 38 | 46 | –8   | 135  | 1.14  |
| 15.  | Alianza Petrolera      | 118 | 45 | 46 | –1   | 141  | 1.19  |
| 14.  | Boyacá Chicó           | 40  | 39 | 44 | –5   | 49   | 1.23  |
| 13.  | Deportivo Cali         | 118 | 45 | 51 | –6   | 147  | 1.25  |
| 12.  | Deportivo Pasto        | 118 | 38 | 41 | –3   | 147  | 1.25  |
| 11.  | Deportivo Pereira      | 118 | 43 | 53 | –10  | 150  | 1.27  |
| 10.  | Atlético Bucaramanga   | 118 | 35 | 43 | –8   | 156  | 1.32  |
| 9.   | La Equidad             | 118 | 39 | 37 | 2    | 165  | 1.4   |
| 8.   | Santa Fe               | 118 | 50 | 54 | –4   | 169  | 1.43  |
| 7.   | Águilas Doradas        | 118 | 67 | 33 | 34   | 180  | 1.53  |
| 6.   | América de Cali        | 118 | 67 | 42 | 25   | 181  | 1.53  |
| 5.   | Junior                 | 118 | 46 | 34 | 12   | 183  | 1.55  |
| 4.   | Independiente Medellín | 118 | 59 | 39 | 20   | 187  | 1.58  |
| 3.   | Deportes Tolima        | 118 | 46 | 43 | 3    | 193  | 1.64  |
| 2.   | Atlético Nacional      | 118 | 59 | 35 | 24   | 210  | 1.78  |
| 1.   | Millonarios            | 118 | 51 | 38 | 13   | 211  | 1.79  |

Fuente: Web oficial de Dimayor
| (D) | Descenso a la Categoría Primera B para la temporada 2024. |

##### Cambios de categoría
|  | Unión Magdalena Atlético Huila |

|  | Patriotas Fortaleza CEIF |

### Liga Profesional Femenina
- Final

| Fecha                                                     | Ciudad | Equipo local    | Resultado | Equipo visitante |
| --------------------------------------------------------- | ------ | --------------- | --------- | ---------------- |
| 25 de junio                                               | Bogotá | Santa Fe        | 2 : 0     | América de Cali  |
| 30 de junio                                               | Cali   | América de Cali | 0 : 0     | Santa Fe         |
| Santa Fe se coronó campeón con un marcador global de 2:0. |        |                 |           |                  |

|                              |
| Bandera de Colombia          |
| Campeón Santa Fe 3.er título |

### Categoría Primera B
- Gran Final

| Fecha                                                                                | Ciudad | Equipo local   | Resultado | Equipo visitante |
| ------------------------------------------------------------------------------------ | ------ | -------------- | --------- | ---------------- |
| 22 de noviembre                                                                      | Tunja  | Patriotas      | 3 : 1     | Fortaleza CEIF   |
| 28 de noviembre                                                                      | Bogotá | Fortaleza CEIF | 1 : 0     | Patriotas        |
| Patriotas se coronó campeón y ascendió a la Primera A con un marcador global de 3:2. |        |                |           |                  |

|                               |
| Bandera de Colombia           |
| Campeón Patriotas 1.er título |

### Copa Colombia
- Final

| Fecha | Ciudad   | Equipo local      | Resultado      | Equipo visitante  |
| --- | -------- | ----------------- | -------------- | ----------------- |
| 15 de noviembre | Bogotá   | Millonarios       | 1 : 1          | Atlético Nacional |
| 23 de noviembre | Medellín | Atlético Nacional | 1 : 1 (5:4 p.) | Millonarios       |
| Atlético Nacional se coronó campeón con un marcador global de 2:2 y ganando 5:4 en los tiros desde el punto penal. |          |                   |                |                   |

|                                      |
| Bandera de Colombia                  |
| Campeón Atlético Nacional 6.º título |

### Superliga de Colombia
| Fecha                                                              | Ciudad   | Equipo local      | Resultado | Equipo visitante  |
| ------------------------------------------------------------------ | -------- | ----------------- | --------- | ----------------- |
| 8 de febrero                                                       | Pereira  | Deportivo Pereira | 0 : 1     | Atlético Nacional |
| 16 de febrero                                                      | Medellín | Atlético Nacional | 4 : 3     | Deportivo Pereira |
| Atlético Nacional se coronó campeón con un marcador global de 5:3. |          |                   |           |                   |

|                                       |
| Bandera de Colombia                   |
| Campeón Atlético Nacional 3.er título |

### Torneos de carácter aficionado

#### Categoría Primera C
- Final

| Fecha                                                         | Ciudad  | Equipo local | Resultado | Equipo visitante |
| ------------------------------------------------------------- | ------- | ------------ | --------- | ---------------- |
| 3 de diciembre                                                | Barbosa | Total Soccer | 2 : 0     | Ciamen F. C.     |
| 9 de diciembre                                                | Cúcuta  | Ciamen F. C. | 1 : 2     | Total Soccer     |
| Total Soccer se coronó campeón con un marcador global de 4:1. |         |              |           |                  |

|                                 |
| Bandera de Colombia             |
| Campeón Total Soccer 2.º título |

### Torneos de carácter formativo

#### Supercopa Juvenil FCF
- Final

| Fecha                                                            | Ciudad   | Equipo local    | Resultado | Equipo visitante |
| ---------------------------------------------------------------- | -------- | --------------- | --------- | ---------------- |
| 24 de noviembre                                                  | Rionegro | Águilas Doradas | 1 : 1     | Cortuluá         |
| 3 de diciembre                                                   | Tuluá    | Cortuluá        | 0 : 2     | Águilas Doradas  |
| Águilas Doradas se coronó campeón con un marcador global de 3:1. |          |                 |           |                  |

|                                     |
| Bandera de Colombia                 |
| Campeón Águilas Doradas 1.er título |

## Torneos internacionales

### Copa Libertadores
| Equipo                 | Fase final               | Pts. | PJ | PG | PE | PP | GF | GC | Dif. | Rend.  |
| ---------------------- | ------------------------ | ---- | -- | -- | -- | -- | -- | -- | ---- | ------ |
| Deportivo Pereira      | Cuartos de final         | 13   | 10 | 3  | 4  | 3  | 7  | 10 | –3   | 43,3 % |
| Atlético Nacional      | Octavos de final         | 13   | 8  | 4  | 1  | 3  | 12 | 13 | –1   | 54,2 % |
| Independiente Medellín | Fase de grupos (Grupo B) | 18   | 10 | 5  | 3  | 2  | 17 | 13 | 4    | 60 %   |
| Millonarios            | Fase 3                   | 5    | 4  | 1  | 2  | 1  | 4  | 5  | –1   | 41,7 % |

### Copa Libertadores Femenina
| Equipo            | Fase final       | Pts. | PJ | PG | PE | PP | GF | GC | Dif. | Rend.  |
| ----------------- | ---------------- | ---- | -- | -- | -- | -- | -- | -- | ---- | ------ |
| Atlético Nacional | Tercer lugar     | 12   | 6  | 4  | 0  | 2  | 15 | 12 | 3    | 66,7 % |
| América de Cali   | Cuartos de final | 4    | 4  | 1  | 1  | 2  | 7  | 9  | –2   | 33,3 % |
| Santa Fe          | Fase de grupos   | 4    | 3  | 1  | 1  | 1  | 6  | 3  | 3    | 44,4 % |

### Copa Sudamericana
| Equipo                 | Fase final                   | Pts. | PJ | PG | PE | PP | GF | GC | Dif. | Rend.  |
| ---------------------- | ---------------------------- | ---- | -- | -- | -- | -- | -- | -- | ---- | ------ |
| Independiente Medellín | Play-off de octavos de final | 0    | 2  | 0  | 0  | 2  | 0  | 3  | –3   | 0 %    |
| Deportes Tolima        | Fase de grupos (Grupo D)     | 11   | 7  | 3  | 2  | 2  | 7  | 8  | –1   | 52,4 % |
| Santa Fe               | Fase de grupos (Grupo G)     | 10   | 7  | 3  | 1  | 3  | 7  | 7  | 0    | 47,6 % |
| Millonarios            | Fase de grupos (Grupo F)     | 10   | 6  | 3  | 1  | 2  | 10 | 7  | 3    | 55,6 % |
| Junior                 | Primera fase                 | 0    | 1  | 0  | 0  | 1  | 0  | 1  | –1   | 0 %    |
| Águilas Doradas        | Primera fase                 | 0    | 1  | 0  | 0  | 1  | 1  | 2  | –1   | 0 %    |

### Copa Libertadores Sub-20
| Equipo         | Fase final     | Pts. | PJ | PG | PE | PP | GF | GC | Dif. | Rend.  |
| -------------- | -------------- | ---- | -- | -- | -- | -- | -- | -- | ---- | ------ |
| Envigado F. C. | Fase de grupos | 3    | 3  | 1  | 0  | 2  | 1  | 3  | –2   | 33,3 % |

## Selección nacional masculina

### Mayores
| Fecha            | Lugar                                                          | Rival          | Marcador | Competencia                                | Goles de Colombia                                           |
| ---------------- | -------------------------------------------------------------- | -------------- | -------- | ------------------------------------------ | ----------------------------------------------------------- |
| 28 de enero      | Dignity Health Sports Park, Carson, Estados Unidos             | Estados Unidos | 0 : 0    | Amistoso internacional                     | Sin goles                                                   |
| 24 de marzo      | Estadio de Fútbol Ulsan Munsu, Ulsan, Corea del Sur            | Corea del Sur  | 2 : 2    | Amistoso internacional                     | 46' James Rodríguez · 49' Jorge Carrascal                   |
| 28 de marzo      | Estadio Yodoko Sakura, Osaka, Japón                            | Japón          | 2 : 1    | Amistoso internacional                     | 32' Jhon Jáder Durán · 61' Rafael Santos Borré              |
| 16 de junio      | Estadio de Mestalla, Valencia, España                          | Irak           | 1 : 0    | Amistoso internacional                     | 76' Mateo Cassierra                                         |
| 20 de junio      | Veltins-Arena, Gelsenkirchen, Alemania                         | Alemania       | 2 : 0    | Amistoso internacional                     | 54' Luis Fernando Díaz · 82' (pen.) Juan Guillermo Cuadrado |
| 7 de septiembre  | Estadio Metropolitano Roberto Meléndez, Barranquilla, Colombia | Venezuela      | 1 : 0    | Clasificación para la Copa Mundial de 2026 | 46' Rafael Santos Borré                                     |
| 12 de septiembre | Estadio Monumental, Santiago de Chile, Chile                   | Chile          | 0 : 0    | Clasificación para la Copa Mundial de 2026 | Sin goles                                                   |
| 12 de octubre    | Estadio Metropolitano Roberto Meléndez, Barranquilla, Colombia | Uruguay        | 2 : 2    | Clasificación para la Copa Mundial de 2026 | 35' James Rodríguez · 52' Mateus Uribe                      |
| 17 de octubre    | Estadio Rodrigo Paz Delgado, Quito, Ecuador                    | Ecuador        | 0 : 0    | Clasificación para la Copa Mundial de 2026 | Sin goles                                                   |
| 16 de noviembre  | Estadio Metropolitano Roberto Meléndez, Barranquilla, Colombia | Brasil         | 2 : 1    | Clasificación para la Copa Mundial de 2026 | 75', 79' Luis Díaz                                          |
| 21 de noviembre  | Estadio Defensores del Chaco, Asunción, Paraguay               | Paraguay       | 1 : 0    | Clasificación para la Copa Mundial de 2026 | 11' (pen.) Rafael Santos Borré                              |
| 10 de diciembre  | DRV PNK Stadium, Fort Lauderdale, Estados Unidos               | Venezuela      | 1 : 0    | Amistoso internacional                     | 41' Andrés Ferro                                            |
| 16 de diciembre  | Los Angeles Memorial Coliseum, Los Ángeles, Estados Unidos     | México         | 3 : 2    | Amistoso internacional                     | 55' Andrés Reyes · 69' Roger Martínez · 90+2' Andrés Gómez  |

### Sub-23
| Fecha            | Lugar                                                            | Rival          | Marcador    | Competencia            | Goles de Colombia                                            |
| ---------------- | ---------------------------------------------------------------- | -------------- | ----------- | ---------------------- | ------------------------------------------------------------ |
| 9 de septiembre  | Estadio Tlahuicole, Tlaxcala, México                             | México         | 0 : 2       | Amistoso internacional | Sin goles                                                    |
| 12 de septiembre | CAR, Ciudad de México, México                                    | México         | 0 : 2       | Amistoso internacional | Sin goles                                                    |
| 14 de octubre    | Estadio Ricardo Saprissa Aymá, San Juan de Tibás, Costa Rica     | Costa Rica     | 2 : 2       | Amistoso internacional | 41' Carlos Barahona · 66' Brahian Palacios                   |
| 17 de octubre    | Estadio José Rafael "Fello" Meza Ivancovich, Cartago, Costa Rica | Costa Rica     | 2 : 3       | Amistoso internacional | 14' Luis Mosquera · 31' Carlos Cortés                        |
| 23 de octubre    | Estadio Elías Figueroa Brander, Valparaíso, Chile                | Honduras       | 2 : 0       | Juegos Panamericanos   | 16' Daniel Ruiz · 41' Carlos Cortés                          |
| 26 de octubre    | Estadio Sausalito, Viña del Mar, Chile                           | Brasil         | 0 : 2       | Juegos Panamericanos   | Sin goles                                                    |
| 29 de octubre    | Estadio Elías Figueroa Brander, Valparaíso, Chile                | Estados Unidos | 0 : 2       | Juegos Panamericanos   | Sin goles                                                    |
| 1 de noviembre   | Estadio Elías Figueroa Brander, Valparaíso, Chile                | Uruguay        | 0 (3):(4) 0 | Juegos Panamericanos   | Sin goles                                                    |
| 9 de diciembre   | Estadio Olímpico Jaime Morón León, Cartagena de Indias, Colombia | Perú           | 1 : 1       | Amistoso internacional | 45+1' Kevin Calderón                                         |
| 12 de diciembre  | Estadio Municipal Romelio Martínez, Barranquilla, Colombia       | Perú           | 3 : 1       | Amistoso internacional | 3' Kevin Calderón · 29' Brahian Palacios · 41' Juan Castilla |

### Sub-20
| Fecha         | Lugar                                                  | Rival           | Marcador | Competencia                 | Goles de Colombia |
| ------------- | ------------------------------------------------------ | --------------- | -------- | --------------------------- | --- |
| 13 de enero   | Sede Deportiva FCF, Bogotá, Colombia                   | Colombia Sub-17 | 4 : 0    | Amistoso a puertas cerradas | Óscar Cortés · Ricardo Caraballo · Fernando Álvarez · Alexis Castillo                                                                     |
| 19 de enero   | Estadio Olímpico Pascual Guerrero, Cali, Colombia      | Paraguay        | 1 : 1    | Sudamericano Sub-20         | 47' Daniel Luna |
| 21 de enero   | Estadio Olímpico Pascual Guerrero, Cali, Colombia      | Perú            | 2 : 1    | Sudamericano Sub-20         | 45', 74' Óscar Cortés |
| 25 de enero   | Estadio Olímpico Pascual Guerrero, Cali, Colombia      | Brasil          | 1 : 1    | Sudamericano Sub-20         | 31' Gustavo Puerta |
| 27 de enero   | Estadio Olímpico Pascual Guerrero, Cali, Colombia      | Argentina       | 1 : 0    | Sudamericano Sub-20         | 75' Juan Fuentes |
| 31 de enero   | Estadio Nemesio Camacho El Campín, Bogotá, Colombia    | Uruguay         | 0 : 1    | Sudamericano Sub-20         | Sin goles |
| 3 de febrero  | Estadio Nemesio Camacho El Campín, Bogotá, Colombia    | Paraguay        | 3 : 0    | Sudamericano Sub-20         | 29' Jorge Cabezas · 40' Óscar Cortés · 88' Gustavo Puerta                                                                                 |
| 6 de febrero  | Estadio Nemesio Camacho El Campín, Bogotá, Colombia    | Ecuador         | 1 : 0    | Sudamericano Sub-20         | 21' Luis Córdova |
| 9 de febrero  | Estadio Nemesio Camacho El Campín, Bogotá, Colombia    | Brasil          | 0 : 0    | Sudamericano Sub-20         | Sin goles |
| 12 de febrero | Estadio Nemesio Camacho El Campín, Bogotá, Colombia    | Venezuela       | 2 : 1    | Sudamericano Sub-20         | 18' Alexis Castillo · 39' Jorge Cabezas                                                                                                   |
| 15 de marzo   | Sede Deportiva de Atlético Nacional, Guarne, Colombia  | Nacional Sub-20 | 2 : 1    | Amistoso a puertas cerradas | 41' Tomás Ángel · 45' Alexis Castillo |
| 23 de marzo   | Pinatar Arena, San Pedro del Pinatar, España           | Gales           | 0 : 2    | Amistoso internacional      | Sin goles |
| 26 de marzo   | Pinatar Arena, San Pedro del Pinatar, España           | Suecia          | 0 : 0    | Amistoso internacional      | Sin goles |
| 28 de marzo   | Pinatar Arena, San Pedro del Pinatar, España           | Murcia Imperial | 18 : 0   | Amistoso internacional      | Tomás Ángel · Luis Quintero · Jorge Cabezas · Luis Díaz · Mateo Mejía · Yaser Asprilla · Miguel Monsalve · Óscar Cortés · Leyner Palacios |
| 13 de mayo    | Estadio 20 de Octubre, Tristán Suárez, Argentina       | Tristán Suárez  | 2 : 2    | Amistoso a puertas cerradas | Jorge Cabezas · Tomás Ángel |
| 16 de mayo    | Estadio 20 de Octubre, Tristán Suárez, Argentina       | Nigeria         | 3 : 3    | Amistoso internacional      | 26' Abel Ogwuche · 45' Óscar Cortés · 73' Yaser Asprilla                                                                                  |
| 21 de mayo    | Estadio Ciudad de La Plata, La Plata, Argentina        | Israel          | 2 : 1    | Mundial Sub-20              | 74' Óscar Cortés · 90' Gustavo Puerta |
| 24 de mayo    | Estadio Ciudad de La Plata, La Plata, Argentina        | Japón           | 2 : 1    | Mundial Sub-20              | 53' Yaser Asprilla · 59' Tomás Ángel |
| 27 de mayo    | Estadio Ciudad de La Plata, La Plata, Argentina        | Senegal         | 1 : 1    | Mundial Sub-20              | 90+5' Óscar Cortés |
| 31 de mayo    | Estadio San Juan del Bicentenario, San Juan, Argentina | Eslovaquia      | 5 : 1    | Mundial Sub-20              | 48', 90+4' Óscar Cortés · 50' Yaser Asprilla · 52', 63' Tomás Ángel                                                                       |
| 3 de junio    | Estadio San Juan del Bicentenario, San Juan, Argentina | Italia          | 1 : 3    | Mundial Sub-20              | 48' Jhojan Torres |

#### Campeonato Sudamericano de Fútbol Sub-20
| Equipo             | Pts. | PJ | PG | PE | PP | GF | GC | Dif. | Rend.  |
| ------------------ | ---- | -- | -- | -- | -- | -- | -- | ---- | ------ |
| Selección Colombia | 18   | 9  | 5  | 3  | 1  | 11 | 5  | 6    | 66,7 % |

- Resultado final: Tercer lugar. Clasificado a la Copa Mundial de Fútbol Sub-20 y a los Juegos Panamericanos.

#### Copa Mundial de Fútbol Sub-20
| Equipo             | Pts. | PJ | PG | PE | PP | GF | GC | Dif. | Rend.  |
| ------------------ | ---- | -- | -- | -- | -- | -- | -- | ---- | ------ |
| Selección Colombia | 10   | 5  | 3  | 1  | 1  | 11 | 7  | 4    | 66,6 % |

- Resultado final: Cuartos de final, sexto lugar.

### Sub-17
| Fecha         | Lugar                                                      | Rival           | Marcador | Competencia                 | Goles de Colombia    |
| ------------- | ---------------------------------------------------------- | --------------- | -------- | --------------------------- | -------------------- |
| 13 de enero   | Sede Deportiva FCF, Bogotá, Colombia                       | Colombia Sub-20 | 0 : 4    | Amistoso a puertas cerradas | Sin goles            |
| 21 de febrero | Estadio Metropolitano de Techo, Bogotá, Colombia           | Perú            | 0 : 0    | Amistoso internacional      | Sin goles            |
| 23 de febrero | Estadio Metropolitano de Techo, Bogotá, Colombia           | Perú            | 1 : 1    | Amistoso internacional      | 90+8' Jordan Barrera |
| 30 de marzo   | Estadio Christian Benítez Betancourt, Guayaquil, Ecuador   | Uruguay         | 0 : 0    | Sudamericano Sub-17         | Sin goles            |
| 1 de abril    | Estadio Christian Benítez Betancourt, Guayaquil, Ecuador   | Ecuador         | 0 : 4    | Sudamericano Sub-17         | Sin goles            |
| 3 de abril    | Estadio Monumental Isidro Romero Carbo, Guayaquil, Ecuador | Brasil          | 1 : 3    | Sudamericano Sub-17         | 67' William López    |
| 5 de abril    | Estadio Monumental Isidro Romero Carbo, Guayaquil, Ecuador | Chile           | 0 : 2    | Sudamericano Sub-17         | Sin goles            |

#### Campeonato Sudamericano de Fútbol Sub-17
| Equipo             | Pts. | PJ | PG | PE | PP | GF | GC | Dif. | Rend. |
| ------------------ | ---- | -- | -- | -- | -- | -- | -- | ---- | ----- |
| Selección Colombia | 1    | 4  | 0  | 1  | 3  | 1  | 9  | –8   | 8,3 % |

- Resultado final: Noveno lugar

### Sub-15
| Fecha         | Lugar                   | Rival    | Marcador    | Competencia           | Goles de Colombia    |
| ------------- | ----------------------- | -------- | ----------- | --------------------- | -------------------- |
| 20 de octubre | CARFEM, Ypané, Paraguay | Brasil   | 0 : 1       | Cuadrangular amistoso | Sin goles            |
| 22 de octubre | CARFEM, Ypané, Paraguay | Paraguay | 0 (4):(1) 0 | Cuadrangular amistoso | Sin goles            |
| 24 de octubre | CARFEM, Ypané, Paraguay | Chile    | 1 : 0       | Cuadrangular amistoso | 75' Santiago Londoño |

## Selección nacional femenina

### Mayores
| Fecha          | Lugar                                                  | Rival          | Marcador | Competencia                  | Goles de Colombia                            |
| -------------- | ------------------------------------------------------ | -------------- | -------- | ---------------------------- | -------------------------------------------- |
| 15 de febrero  | Estadio León, León, México                             | Costa Rica     | 1 : 1    | Women's Revelations Cup 2023 | 57' Lixy Rodríguez                           |
| 18 de febrero  | Estadio León, León, México                             | Nigeria        | 1 : 0    | Women's Revelations Cup 2023 | 8' Linda Caicedo                             |
| 21 de febrero  | Estadio León, León, México                             | México         | 1 : 1    | Women's Revelations Cup 2023 | 12' Catalina Usme                            |
| 7 de abril     | Stade Gabriel Montpied, Clermont-Ferrand, Francia      | Francia        | 2 : 5    | Amistoso internacional       | 36' Daniela Arias · 49' Catalina Usme        |
| 11 de abril    | Stadio Tre Fontane, Roma, Italia                       | Italia         | 1 : 2    | Amistoso internacional       | 76' Catalina Usme                            |
| 17 de junio    | Estadio Rommel Fernández, Ciudad de Panamá, Panamá     | Panamá         | 2 : 0    | Amistoso internacional       | 34' Catalina Usme · 87' Daniela Montoya      |
| 21 de junio    | Estadio Olímpico Pascual Guerrero, Cali, Colombia      | Panamá         | 1 : 1    | Amistoso internacional       | 17' Catalina Usme                            |
| 14 de julio    | Meakin Park, Brisbane, Australia                       | Irlanda        | 0 : 0    | Amistoso internacional       | Sin goles                                    |
| 17 de julio    | Sídney, Australia                                      | China          | 2 : 2    | Amistoso internacional       | 29' Xiao Yuyi · 48' Catalina Usme            |
| 25 de julio    | Estadio de Fútbol de Sídney, Sídney, Australia         | Corea del Sur  | 2 : 0    | Copa Mundial Femenina 2023   | 30' (pen.) Catalina Usme · 39' Linda Caicedo |
| 30 de julio    | Estadio de Fútbol de Sídney, Sídney, Australia         | Alemania       | 2 : 1    | Copa Mundial Femenina 2023   | 52' Linda Caicedo · 90+7' Manuela Vanegas    |
| 3 de agosto    | Estadio Rectangular de Perth, Perth, Australia         | Marruecos      | 0 : 1    | Copa Mundial Femenina 2023   | Sin goles                                    |
| 8 de agosto    | Estadio Rectangular de Melbourne, Melbourne, Australia | Jamaica        | 1 : 0    | Copa Mundial Femenina 2023   | 51' Catalina Usme                            |
| 12 de agosto   | Estadio Australia, Sídney, Australia                   | Inglaterra     | 1 : 2    | Copa Mundial Femenina 2023   | 44' Leicy Santos                             |
| 26 de octubre  | America First Field, Sandy, Estados Unidos             | Estados Unidos | 0 : 0    | Amistoso internacional       | Sin goles                                    |
| 29 de octubre  | Snapdragon Stadium, San Diego, Estados Unidos          | Estados Unidos | 0 : 3    | Amistoso internacional       | Sin goles                                    |
| 2 de diciembre | Estadio Nemesio Camacho El Campín, Bogotá, Colombia    | Nueva Zelanda  | 0 : 0    | Amistoso internacional       | Sin goles                                    |
| 5 de diciembre | Estadio Metropolitano de Techo, Bogotá, Colombia       | Nueva Zelanda  | 1 : 0    | Amistoso internacional       | 70' Daniela Montoya                          |

#### Copa Mundial Femenina de Fútbol
| Equipo             | Pts. | PJ | PG | PE | PP | GF | GC | Dif. | Rend. |
| ------------------ | ---- | -- | -- | -- | -- | -- | -- | ---- | ----- |
| Selección Colombia | 9    | 5  | 3  | 0  | 2  | 6  | 4  | 2    | 60 %  |

- Resultado final: Octavo lugar.

### Sub-20
| Fecha            | Lugar                                                                      | Rival     | Marcador | Competencia             | Goles de Colombia                                                                |
| ---------------- | -------------------------------------------------------------------------- | --------- | -------- | ----------------------- | -------------------------------------------------------------------------------- |
| 17 de septiembre | Campus Municipal Profesor Alberto Suppici, Colonia del Sacramento, Uruguay | Venezuela | 2 : 0    | Liga Evolución CONMEBOL | 29' Valerin Loboa · 77' Yésica Muñoz                                             |
| 18 de septiembre | Estadio Juan Gaspar Prandi, Colonia del Sacramento, Uruguay                | Chile     | 1 : 1    | Liga Evolución CONMEBOL | 73' Yunaira López                                                                |
| 20 de septiembre | Campus Municipal Profesor Alberto Suppici, Colonia del Sacramento, Uruguay | Brasil    | 0 : 1    | Liga Evolución CONMEBOL | Sin goles                                                                        |
| 21 de septiembre | Estadio Juan Gaspar Prandi, Colonia del Sacramento, Uruguay                | Perú      | 6 : 0    | Liga Evolución CONMEBOL | 13', 39' Valerin Loboa · 22', 63', 76' Gabriela Rodríguez · 90+1' Sintia Cabezas |
| 24 de septiembre | Campus Municipal Profesor Alberto Suppici, Colonia del Sacramento, Uruguay | Argentina | 0 : 1    | Liga Evolución CONMEBOL | Sin goles                                                                        |
| 26 de octubre    | CAR, Ciudad de México, México                                              | México    | 0 : 2    | Amistoso internacional  | Sin goles                                                                        |
| 29 de octubre    | CAR, Ciudad de México, México                                              | México    | 1 : 1    | Amistoso internacional  | 65' Stefanía Perlaza                                                             |

### Sub-17
| Fecha          | Lugar                                                              | Rival      | Marcador | Competencia         | Goles de Colombia                    |
| -------------- | ------------------------------------------------------------------ | ---------- | -------- | ------------------- | ------------------------------------ |
| 3 de noviembre | Complejo Deportivo FCRF-Plycem, San Rafael de Alajuela, Costa Rica | Brasil     | 1 : 0    | WSports Nations Cup | ?                                    |
| 6 de noviembre | Complejo Deportivo FCRF-Plycem, San Rafael de Alajuela, Costa Rica | Costa Rica | 2 : 1    | WSports Nations Cup | 1' Michell Cuellar · 48' Maite Lopez |
| 9 de noviembre | Complejo Deportivo FCRF-Plycem, San Rafael de Alajuela, Costa Rica | México     | 0 : 0    | WSports Nations Cup | Sin goles                            |